# Cascade du Py
La cascade du Py est une chute d'eau de France située en Savoie, dans le massif de la Vanoise, en bordure du parc national de la Vanoise, au-dessus de Champagny-en-Vanoise. Elle se trouve sur le cours du Py, un petit torrent descendant des glaciers du Cul du Nant et du Midi de Bellecôte sur l'adret du sommet de Bellecôte et se jetant dans le Doron de Champagny juste en aval de la cascade. Elle surplombe le hameau de montagne du Laisonnay. Le sentier de randonnée menant du Laisonnay au refuge de Plaisance passe en rive gauche du torrent et de la cascade.